# Louis Taillandier
Louis Marcel Taillandier (ur. w 1906 w Joué-lès-Tours, zm. we wrześniu 1963) – francuski szermierz, srebrny medalista mistrzostw świata.
Podczas mistrzostw świata w Pieszczanach w 1938 roku Francuzi w składzie: Marcel Faure, Édward Gardère, Louis Taillandier i Jean-François Tournon zdobyli srebrny medal w szabli drużynowej. Był to jego jedyny medal w zawodach tego cyklu.
Nigdy nie wziął udziału w igrzyskach olimpijskich jako zawodnik. Był za to międzynarodowym sędzią. Był między innymi członkiem jury we wszystkich trzech broniach na igrzyskach olimpijskich w Rzymie w 1960 roku. 